# Enoplomischus spinosus
Enoplomischus spinosus är en spindelart som beskrevs av Wesolowska 2005. Enoplomischus spinosus ingår i släktet Enoplomischus och familjen hoppspindlar. Inga underarter finns listade i Catalogue of Life.